# Констанција од Аустрије
Констанца Бабенберг (нем. Konstanze von Österreich; 6. маја 1212. – пре 5. јуна 1243.), члан династије Бабенберг, била је маркгрофица од Мајсена од 1234. до своје смрти, браком са маркгрофом Хенриком Славним.

## Живот
Констанција је била млађа ћерка аустријског војводе Леополда VI и његове жене, византијске принцезе Теодоре Ватац Анђел, унуке цара Алексија III Анђела. Године 1225. њена старија сестра Маргарета се удала за 14-годишњег Хајнриха (VII), изабраног краља Немачке и најстаријег сина цара Фридриха II Хоенштауфена. Након очеве смрти 1230. године, војводства Аустрија и Штајерска су припала њеном брату Фридриху II Свадљивом Бабенбергу.
Констанца се 1. маја 1234. године, удала за маркгрофа Хенрика Славног Ветина. Венчање је одржано на отвореном пољу у близини Беча, а не у новоподигнутој резиденцији Бабенберга у Хофбургу. Сматра се да конверзија замка није била завршена, или је можда била премала. Постоје три извора информација о самом венчању. Двојица од њих наводе да се венчање догодило, у пољу под Штаделовеом. Трећи извор извештава да је венчање одржано у aput Ringlense , називу који је нестао и коришћен је уместо данашњег Флоридсдорфа. 
Два извора која наводе локацију као Штадлау такође су објавила списак сватова. На венчању су били чешки краљ Вацлав I и мађарски принц Бела IV, надбискуп Салцбурга, као и бискупи Пасауа, Бамберга, Фрајзинга и Секауа. Световне принчеве су представљали маркгроф Пшемисл од Моравске, војвода Албрехт I од Саксоније, војвода Корушке, корушки војвода Бернхард фон Спанхајм и ландгроф од Тирингије. Ова листа гостију указује на значај војвода Бабенберга у оквиру Светог римског царства. 
Констанца је завештала реликвију Правог Часног крста Дрезденској парохији, у којој се налазила капела која је касније постала позната као Кројцкирхе. Њен муж, који је од свог оца, покојног маркгрофа Теодорика I, наследио и Маркгрофовије Мајсен и Лужичку марку, учествовао је у пруском крсташком рату Тевтонског реда убрзо након њиховог венчања. Године 1239. ушао је у Телтов и Магдебуршки рат са асканским маркгрофовима Бранденбурга. Остао је лојални присталица цара Фридриха II, који је своју ћерку Маргарету Сицилијску вериио са Хенриковим и Констанциним прворођеним сином Албрехтом.
Након Констанцине смрти 1243. године, маркгроф Хенрик се други пут оженио Агнесом од Чешке, ћерком краља Вацлава I. Када је Констанцин брат војвода Фридрих II погинуо у бици на реци Лејти 1246. године, он је потраживао аустријско војводство за себе; ипак га је заузео цар Фридрих II.

## Деца
Војвода Хенрик III и војвоткиња Констанца су имали два сина:
- Албрехт II, маркгроф од Мајсена (1240 – 20. новембар 1314);
- Теодорик Ландсберг (1242 – 8. фебруар 1285).

Године 1910. једна улица у Донауштату (22. округ Беча) добила је њено име: Констанциагасе.
.